# Лас (Атлантические Пиренеи)
Лас (фр. Lasse) — коммуна во Франции, находится в регионе Аквитания. Департамент — Атлантические Пиренеи. Входит в состав кантона Монтань-Баск. Округ коммуны — Байонна.
Код INSEE коммуны — 64322.

## География

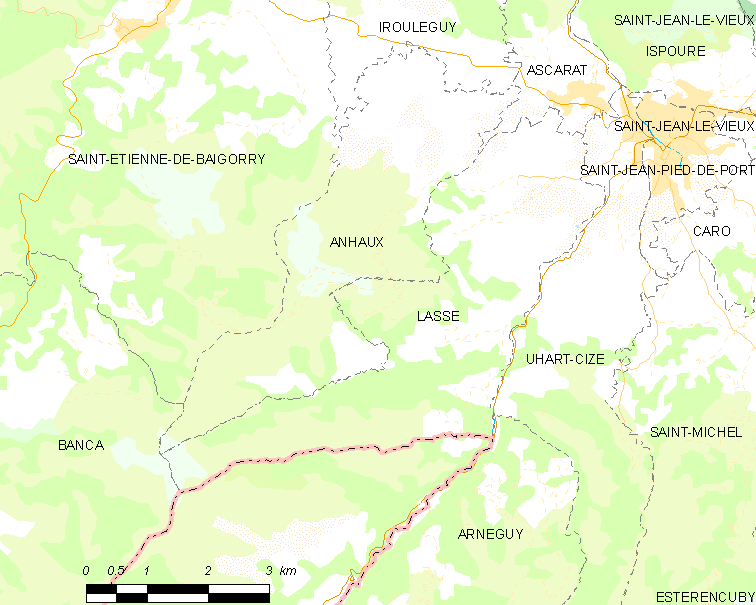
Карта коммуны

Коммуна расположена приблизительно в 700 км к юго-западу от Парижа, в 195 км южнее Бордо, в 75 км к западу от По.
На северо-востоке коммуны протекает река Нив-д’Арнеги.

### Климат
Климат тёплый океанический. Зима мягкая, средняя температура января — от +5°С до +13°С, температуры ниже −10 °C бывают редко. Снег выпадает около 15 дней в году с ноября по апрель. Максимальная температура летом порядка 20-30 °C, выше 35 °C бывает очень редко. Количество осадков высокое, порядка 1100 мм в год. Характерна безветренная погода, сильные ветры очень редки.

## Население
Население коммуны на 2010 год составляло 290 человек.
| 1962 | 1968 | 1975 | 1982 | 1990 | 1999 | 2010 |
| ---- | ---- | ---- | ---- | ---- | ---- | ---- |
| 377  | 361  | 317  | 296  | 286  | 261  | 290  |

## Администрация
| Период | Период | Фамилия        | Партия | Примечания |
| ------ | ------ | -------------- | ------ | ---------- |
| 1995   | 2007   | Фернан Эчар    |        |            |
| 2007   | 2008   | Жан Альдакурру |        |            |
| 2008   | 2020   | Мишель Идьяр   |        |            |

## Экономика
В 2010 году среди 185 человек трудоспособного возраста (15-64 лет) 150 были экономически активными, 35 — неактивными (показатель активности — 81,1 %, в 1999 году было 75,4 %). Из 150 активных жителей работали 140 человек (80 мужчин и 60 женщин), безработных было 10 (4 мужчины и 6 женщин). Среди 35 неактивных 6 человек были учениками или студентами, 21 — пенсионерами, 8 были неактивными по другим причинам.

## Фотогалерея

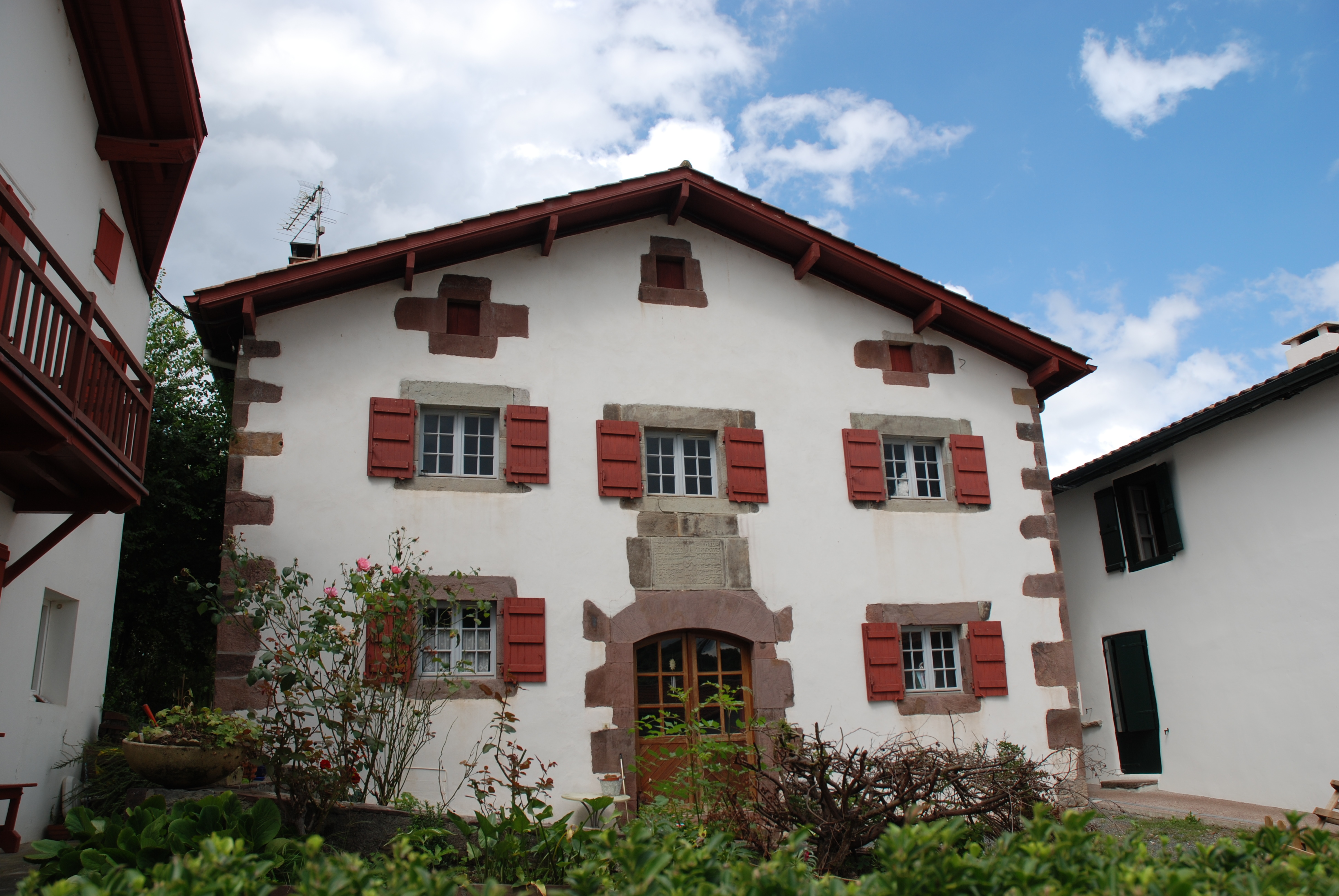
Традиционный дом
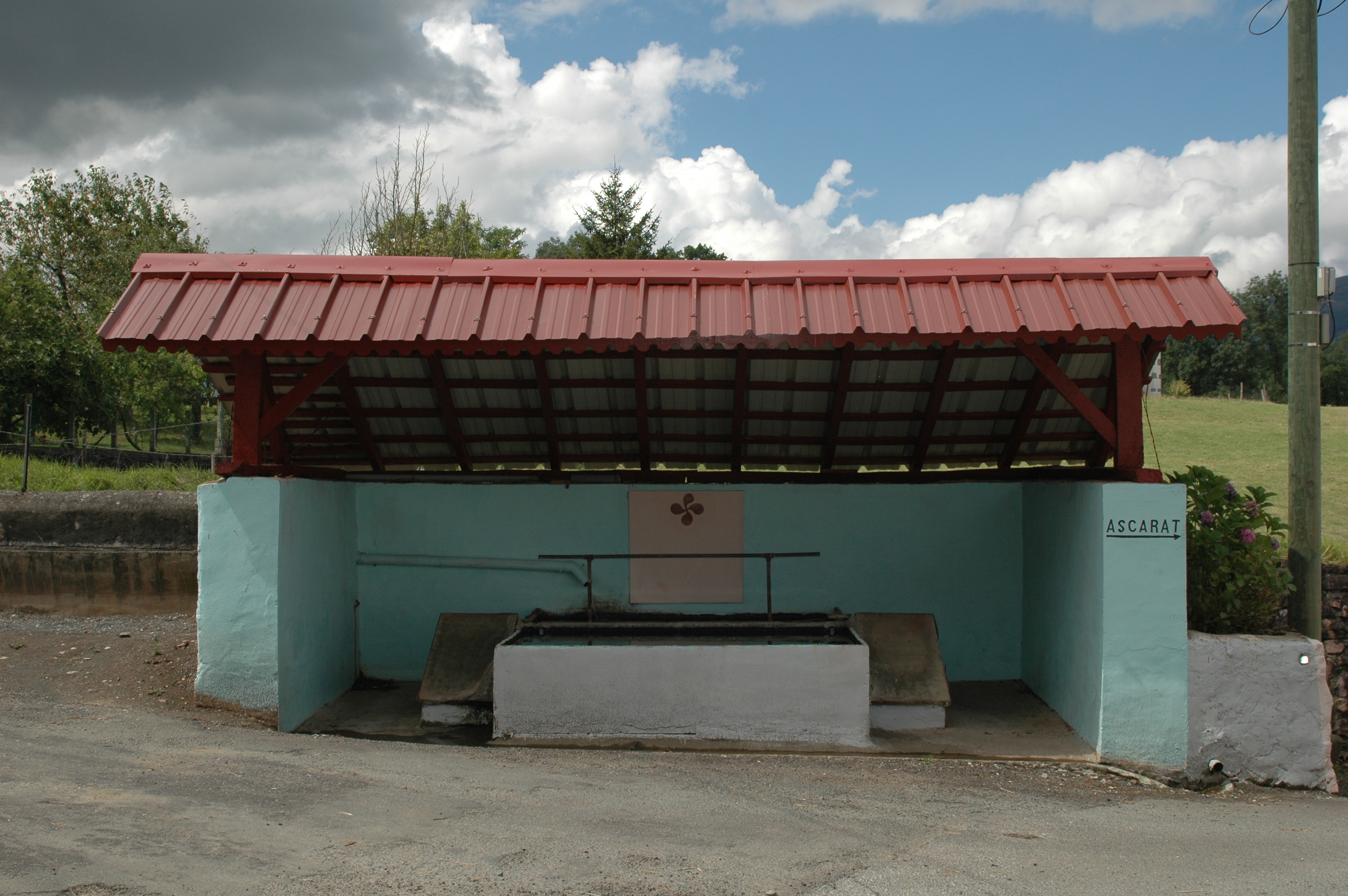
Общественная прачечная
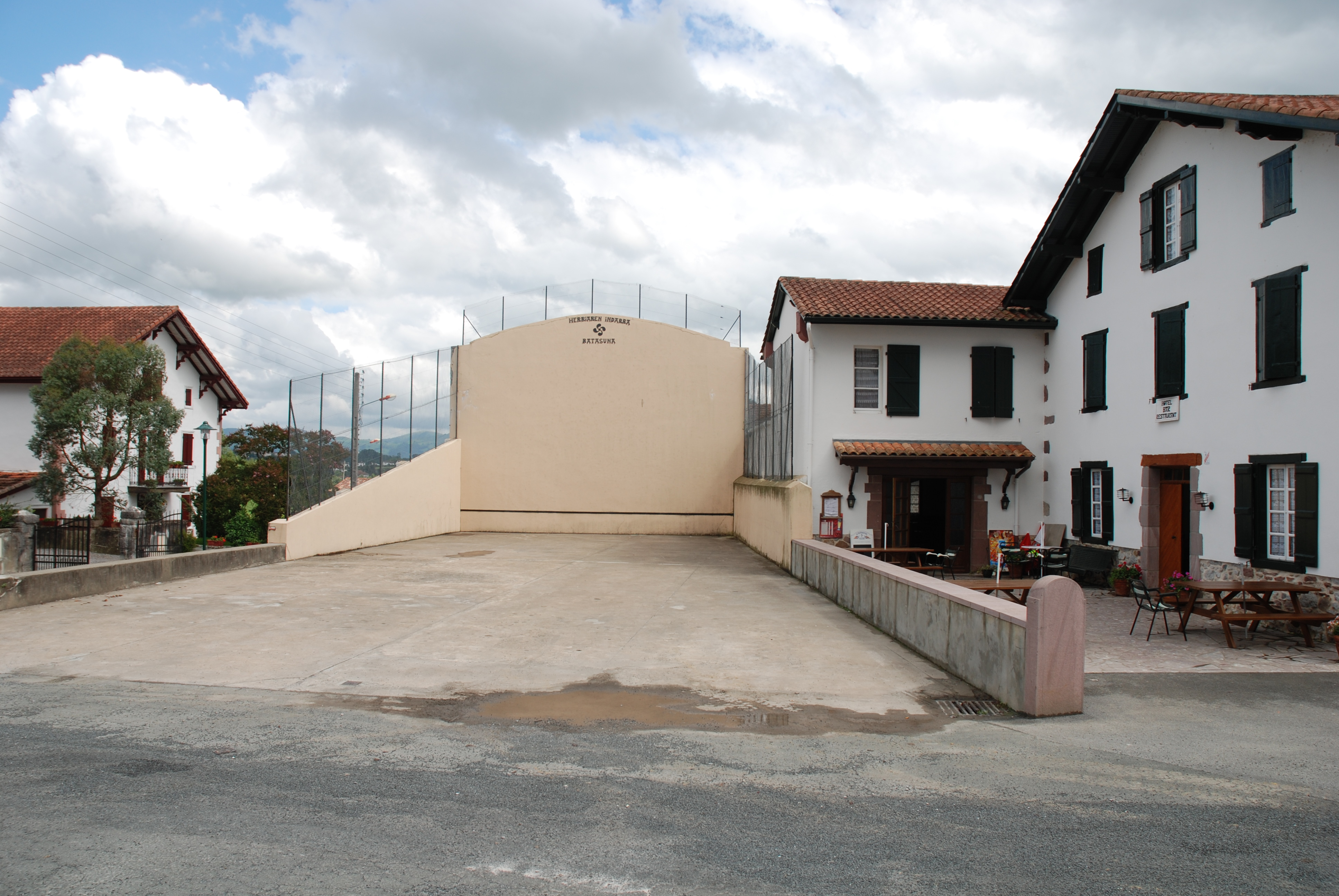
Фронтон (площадка для игры в пелоту)
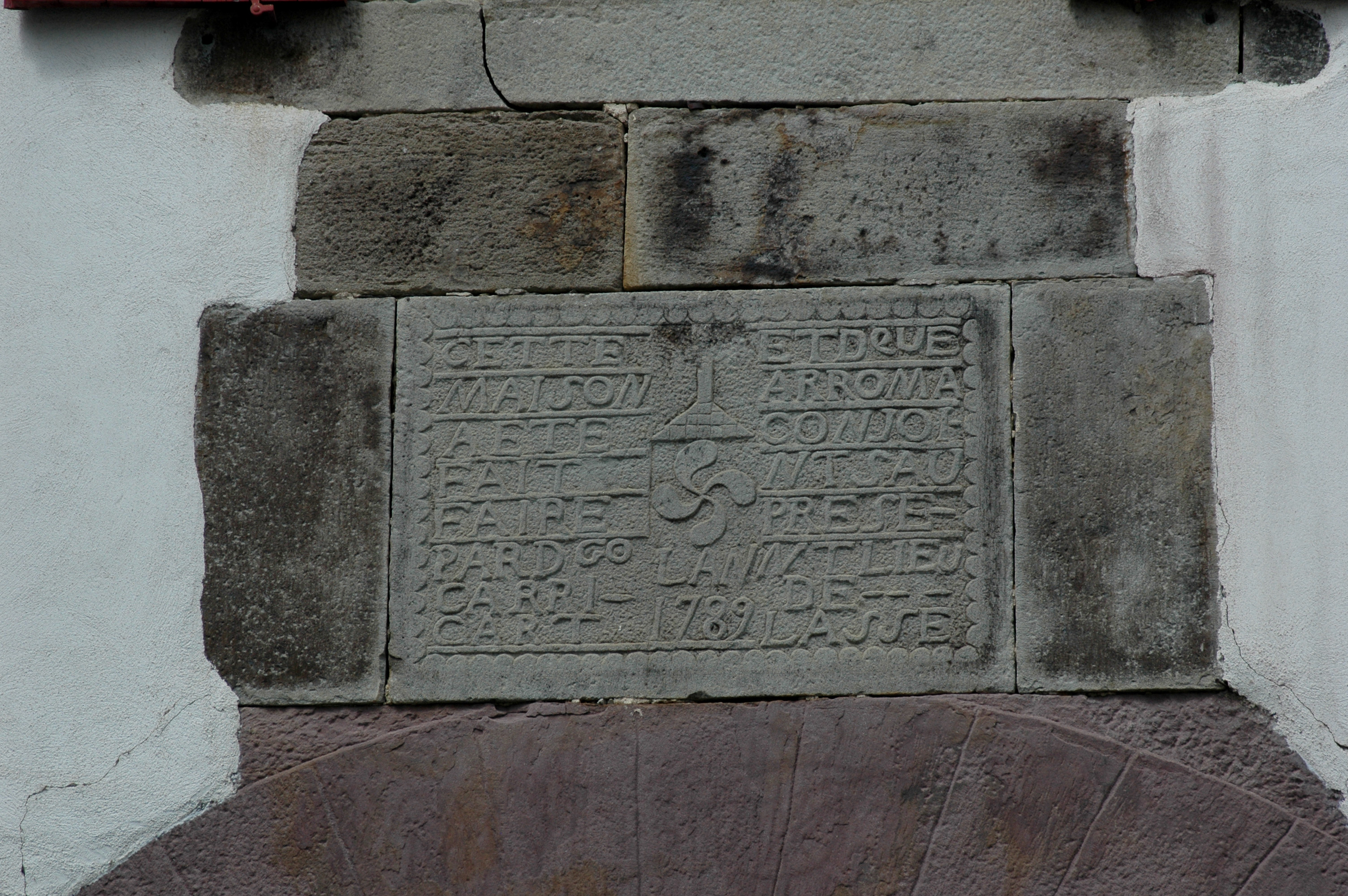
Плита перекрытия над дверью
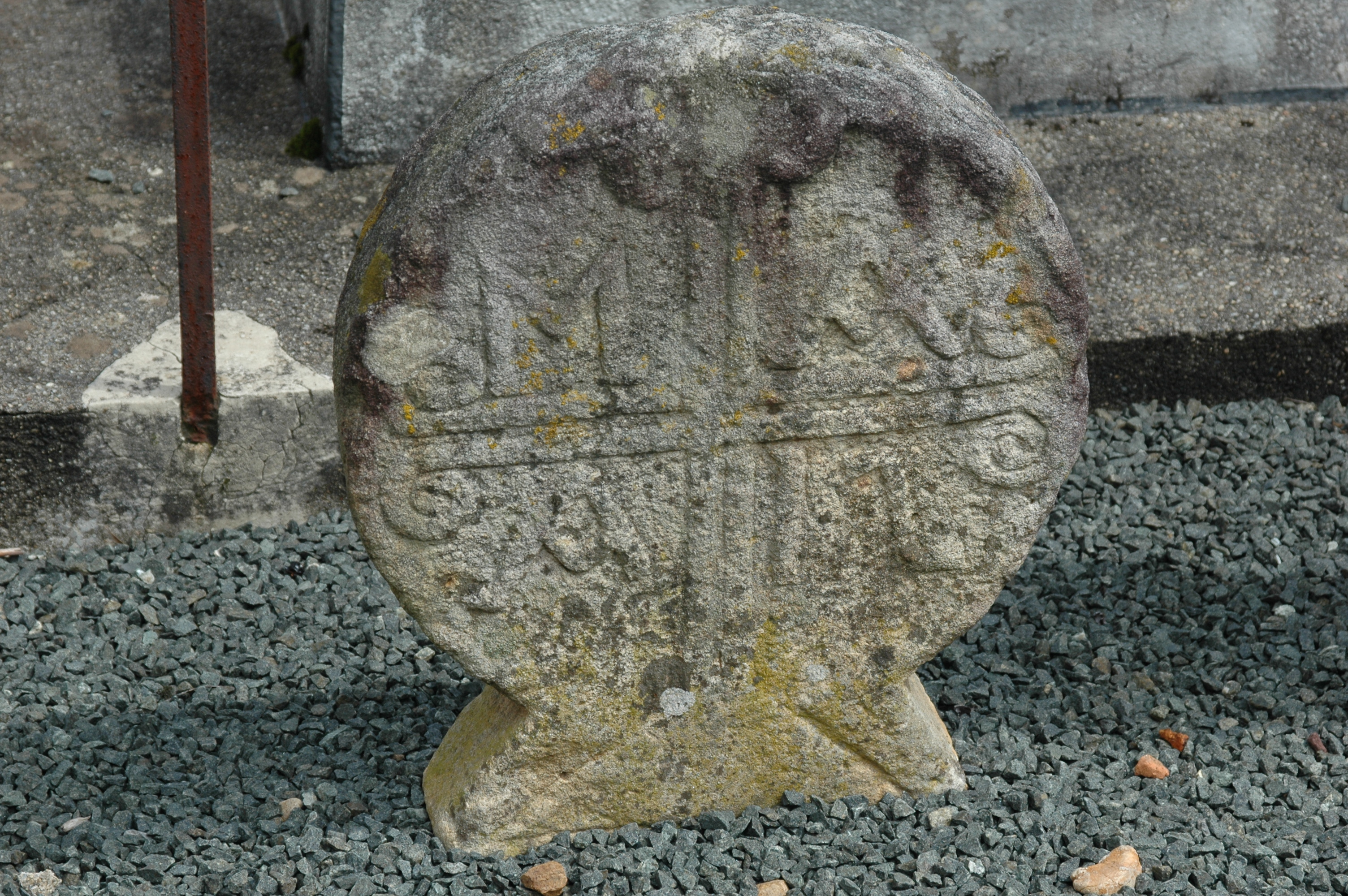
Баскская дискообразная стела
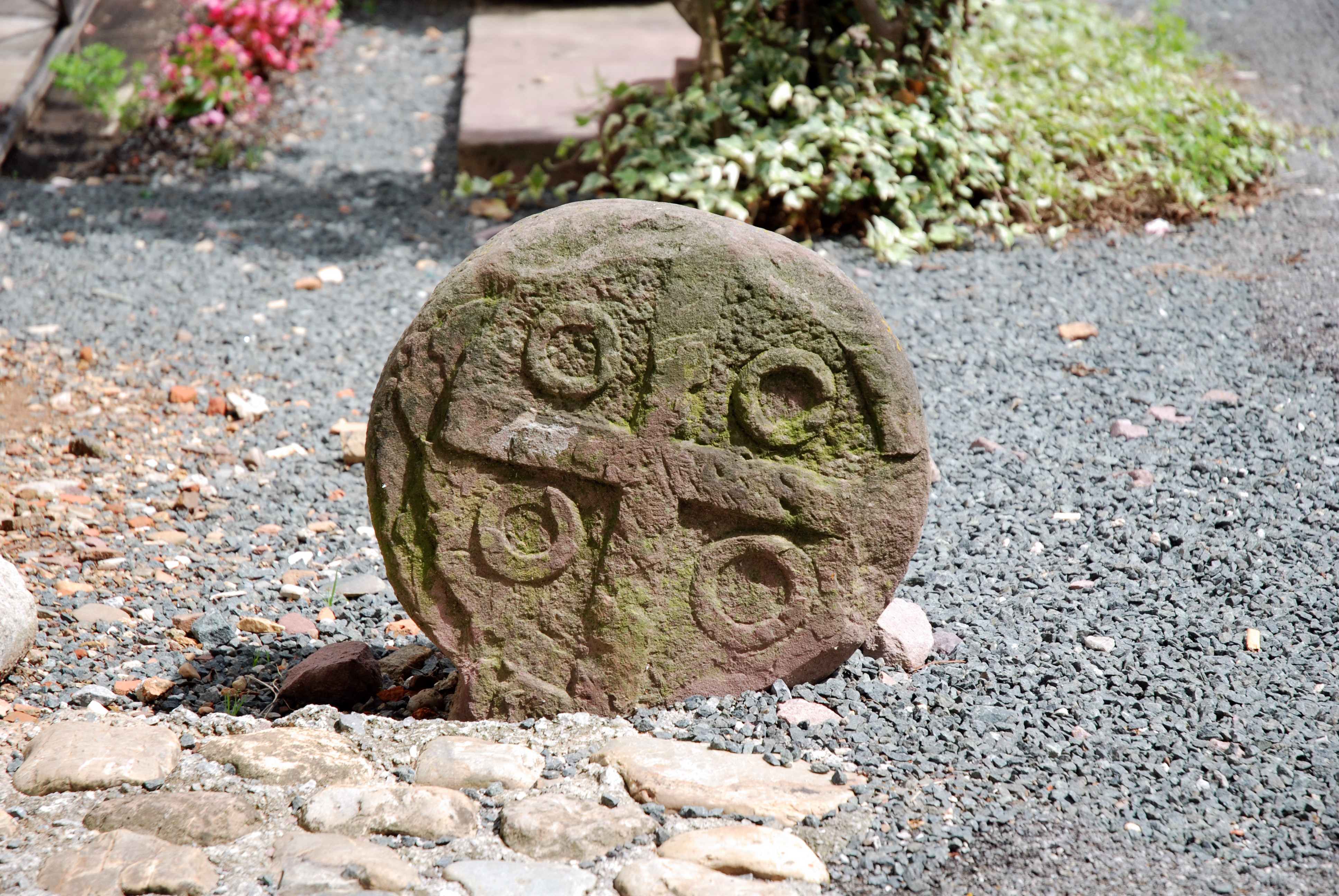
Баскская дискообразная стела
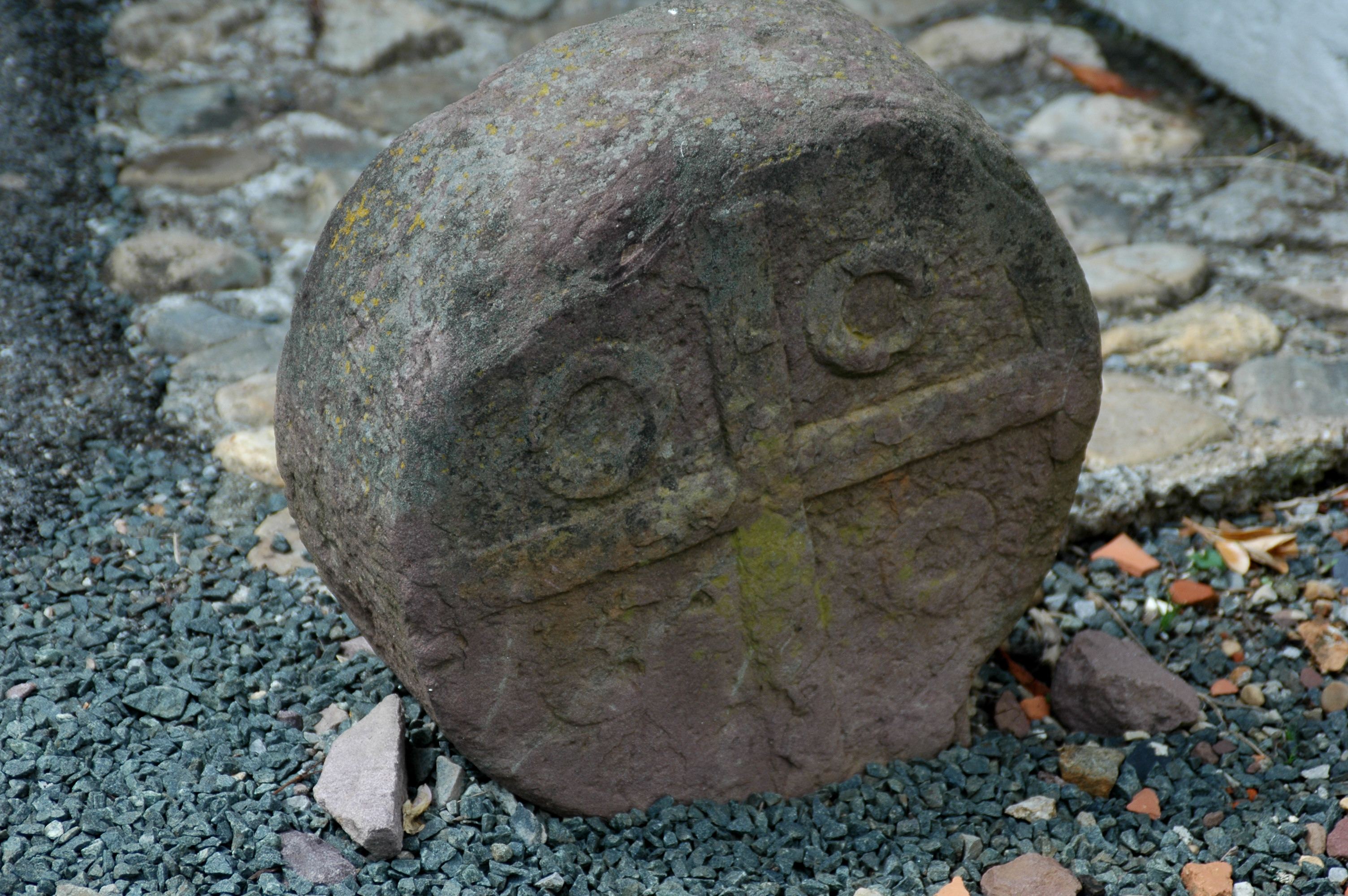
Баскская дискообразная стела